# Gastryna
Gastryna – hormon produkowany przez komórki G zlokalizowane w części odźwiernikowej żołądka oraz w początkowej części dwunastnicy. Gastryna nie jest jednolitym hormonem, składa się z mieszanki różnych związków. Do głównych jej działań fizjologicznych zalicza się stymulację wydzielania kwasu solnego oraz wpływ na prawidłowy stan błony śluzowej żołądka.

## Historia odkrycia
W 1905 roku John Edkins przeprowadził doświadczenie, z którego wynikało, że wyciąg z części odźwiernikowej żołądka pobudza wydzielanie żołądkowe. Hipotetyczny hormon nazwał gastryną. Wcześniej, przed odkryciem sekretyny w 1902 roku uważano, że za regulację wydzielania (żołądkowego oraz trzustkowego) odpowiadają wyłącznie odruchy nerwowe. Ponieważ uzyskany wyciąg nie zawierał tylko jednej substancji kwestionowano istnienie tego hormonu. Dopiero w 1964 roku Gregory i Trace uzyskali czystą gastrynę, ustalili jej skład chemiczny oraz dokonali syntezy.

## Struktura
W zasadzie gastryna nie jest jednolitym związkiem ale jest to mieszanina peptydów (gastryna jest produkowana jako preprohormon). Z całej gamy peptydów (preprogastryna, progastryna, gastryna-34, gastryna-17, gastryna-14) najbardziej aktywny jest związek zawierający 14 aminokwasów. Nomenklatura nazewnictwa jest następująca – liczba oznacza liczbę aminokwasów w hormonie, natomiast symbol (I) – zestryfikowana kwasem siarkowym w pozycji 6 (Tyr) od C-końca lub (II) – brak estryfikacji.

## Miejsce produkcji
Hormon ten jest produkowany przez komórki G zlokalizowane w śluzówce części odźwiernikowej żołądka oraz w początkowej części dwunastnicy. Stężenie hormonu w proksymalnej części dwunastnicy jest dwukrotnie mniejsze niż w dystalnej części żołądka, jednakże ze względu na stosunek wielkości (2:1), ilość hormonu w obu narządach jest porównywalna. Gastryna jest także produkowana przez komórki zlokalizowane poza przewodem pokarmowym, np. w mózgu.

## Działanie fizjologiczne gastryny
Główną funkcją gastryny jest stymulacja komórek okładzinowych żołądka do wydzielania kwasu solnego (pobudza wydzielanie soku żołądkowego), oddziałując na receptory cholecystokininowe B. Wzmaga perystaltykę przewodu pokarmowego, kurczy dolny zwieracz przełyku (sygnalizuje, że żołądek jest pełny i nie może przyjąć więcej pokarmu) i wzmaga wydzielanie trzustkowe. Wywiera wpływ troficzny na śluzówkę żołądka, zapewniając jej prawidłowy stan. Wzmaga przepływ krwi przez trzewia.

## Wydzielanie

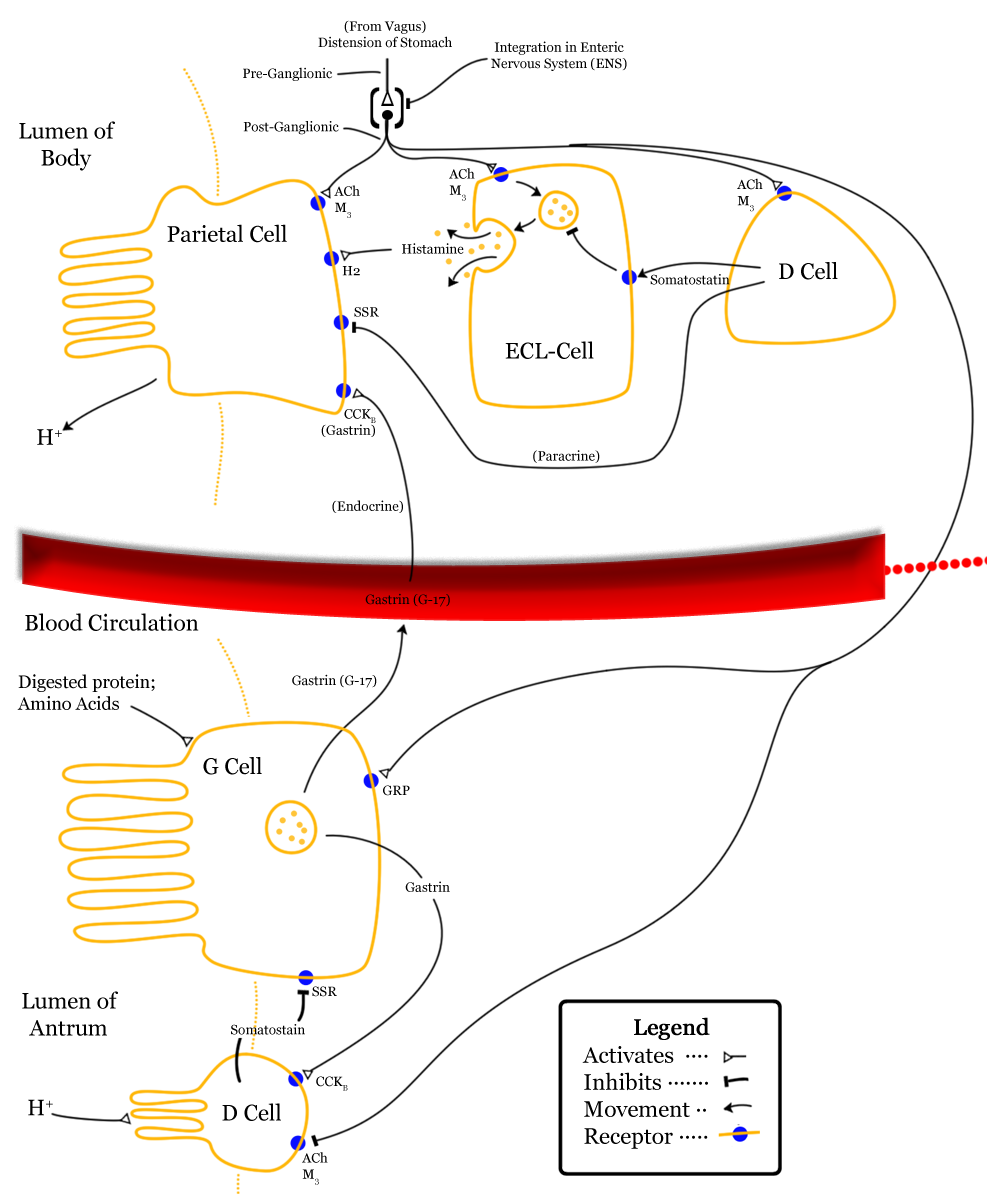
Kontrola wydzielania kwasu solnego przez komórki okładzinowe. Gastryna wydzielana przez komórki G

Gastryna jest uwalniana głównie w fazie żołądkowej wydzielania soku żołądkowego z powodu:
- rozciągnięcia mechanoreceptorów przez masę pokarmową w części odźwiernikowej żołądka,
- obecności produktów trawienia białek w żołądku (polipeptydy i niektóre aminokwasy),
- obecności jonów Ca2+ (z tym, że pobudzają równocześnie bezpośrednio komórki okładzinowe)
- stymulacji nerwów błędnych, gdzie neurotransmiterem jest GRP (acetylocholina działa pośrednio na komórki D)

Wydzielanie gastryny jest hamowane przez:
- gwałtowny spadek pH (poniżej 1,5[3]–3,0) – świadczy to o dostatecznej ilości HCl
- sekretynę
- somatostatynę
- VIP
- GIP
- glukagon
- kalcytoninę